# Kurt Buchter
Kurt Wilhelm Buchter (* 11. Februar 1923 in Hockenheim; † 30. April 2011) war ein deutscher Politiker. Er war von 1958 bis 1978 Bürgermeister der baden-württembergischen Stadt Hockenheim und wurde unter anderem mit der Verdienstmedaille des Landes Baden-Württemberg und dem Bundesverdienstkreuz ausgezeichnet.

## Leben
Vom 1. April 1958 bis zum 31. März 1978 war der Journalist, Diplom-Volkswirt und promovierte Staatswissenschaftler Bürgermeister seiner Heimatgemeinde. In seine Amtszeit fallen grundlegende Entwicklungen des Ortes, darunter die Schaffung eines Schul- und Sportzentrums, der erste Bauabschnitt des Freizeitbads Aquadrom, ein Umbau des Hockenheimrings, der zur Errichtung des Motodroms führte, der Zusammenschluss mit den Nachbargemeinden Altlußheim, Neulußheim und Reilingen zu einer Vereinbarten Verwaltungsgemeinschaft und die Begründung der Städtepartnerschaft mit der französischen Gemeinde Commercy.
Am 12. Mai 1984 wurde Buchter im Schloss Ludwigsburg die Verdienstmedaille des Landes Baden-Württemberg verliehen. Obwohl er politisch eher als Gegner des Landkreises galt, war er außerdem der erste Träger des Ehrenrings des Rhein-Neckar-Kreises. Darüber hinaus war Buchter Ehrenbürger der Stadt Hockenheim und Träger des Bundesverdienstkreuzes am Bande.
Als Pensionär schrieb Buchter zwei Heimatbücher: Hockenheim in Raum und Zeit (veröffentlicht 1995) und das Nachfolgewerk Der Raum Hockenheim an der Jahrtausendwende (2000).
Buchter starb am 30. April 2011 im Alter von 88 Jahren. Er wurde in Hockenheim beigesetzt.

## Werke
- Kurt Buchter: Hockenheim in Raum und Zeit. Schimper, Schwetzingen 1995, ISBN 3-87742-096-6.
- Kurt Buchter: Der Raum Hockenheim an der Jahrtausendwende. LABAN Kunst-Buch-Editionen, 2000, ISBN 3-934644-02-3.